# أوسيدا
أوسيدا، (بالإنجليزية: Osidda)‏، (سردينيا: Osidda)، هي بلدية، في مقاطعة نوورو، في إقليم سردينيا الإيطالي، وتقع على بعد حوالي 140 كم (87 ميل) شمال كالياري، وحوالي 25 كم (16 ميل) شمال غرب نوورو.

## السكان
في سنة 1861 بلغ عدد السكان 423 نسمة، وتطور العدد ليصل في سنة 2011 لـ 230 نسمة.
يظهر هذا المخطط البياني تطور النمو السكاني لـ أوسيدا